# Église Saint-François de Grosseto
Pour les articles homonymes, voir Église San Francesco.
L'église Saint-François (chiesa di San Francesco), dédiée à saint François d'Assise, est une église de Grosseto, en Italie.

## Histoire
L'église a été fondée par les bénédictins au XIIIe siècle et était à l'origine dédiée à saint Fortunat (San Fortunato) ; plus tard, l'église et le couvent passèrent aux franciscains.
Le couvent est supprimé au début du XIXe siècle et l'église est abandonnée. Elle a été rouverte au culte en 1903 et le complexe monastique a été restauré et rendu aux franciscains en 1923.

## Description
À l'intérieur de l'église se trouve un Crucifix peint de l'atelier de Duccio.
Le cloître, avec le médiéval puits de la Bufflesse (it) (pozzo della Bufala), et la chapelle Sant'Antonio, décorée de fresques baroques par Francesco et Antonio Nasini (it), sont également remarquables.